# 野洲河原の戦い
野洲河原の戦い（やすがわらのたたかい）は元亀元年6月4日（1570年7月6日）に現在の滋賀県野洲市で起こった合戦。落窪合戦とも呼ばれる。

## 経緯
織田信長は朝倉義景征討の途上で浅井長政の離反に合い敗退（金ヶ崎の戦い）。体勢の立て直しを図り、宇佐山城に森可成、永原城に佐久間信盛、長光寺城に柴田勝家、安土城に中川重政を配置した。そこに観音寺城の戦いで信長に追われ伊賀に逃げていた六角義賢・義治父子が甲賀武士達と糾合し、北進する。六角氏側にとっては近江一円の400年にわたる支配権を奪還する最後の機会とばかり、それまで得意としてきたゲリラ戦的な構想を捨て、紀州の雑賀、伊勢の本願寺門徒にまで声をかけて兵を揃えるなど、正面攻撃の準備を整えていた。
元亀元年6月4日、六角軍は野洲川の左岸に、信長の重臣柴田勝家、佐久間信盛は右岸に布陣。当時は連続的な堤防もなく礫と砂だけの平坦地である野洲河原で両軍が衝突した。落窪（現・滋賀県野洲市乙窪）で交戦の末、六角方の三雲定持父子・高野瀬・水原・伊賀・甲賀衆780人が討ち取られた。六角親子は戦場から離脱し命だけは取り留めたが、以降、近江一円は信長のものとなった。三雲、三上一族など地域の土豪は信長が駐在していた志賀城へ出仕し、事実上降伏した。
その後、6月28日には織田信長・徳川家康連合軍と、浅井・朝倉連合軍の姉川の戦いが起こり、浅井・朝倉側が敗退する。しかし、石山本願寺と三好三人衆が摂津方面で攻勢を強める中で信長の優勢はわずかな期間に終わり（野田・福島の戦い）、9月に入ると浅井・朝倉連合軍は近江の織田領への侵攻を開始し、六角父子も再び蜂起して志賀の陣が発生することになる。

## 長光寺城の戦いと瓶割り柴田
野洲河原の戦いに先立ち、柴田勝家の守る長光寺城で戦いがあったともいい、このときのエピソードが「瓶割り柴田」の名の由来となっている。しかし、この話は『武家事紀』が初出であり、事実ではないと見られている。
『武家事紀』によると、元亀元年（1570年）6月に六角義賢父子は長光寺城を囲んだ。義賢は郷民から長光寺城内は水が出ず後ろの谷から掛け樋で引いていると聞き、平井甚助に水源を止めさせた。勝家は残った水を入れた瓶を三つ並べ、このままでは渇して死ぬのは疑いなく、力のあるうちに必死の戦いをしようと言うと、皆が賛成した。そこで三つの瓶を打ち割り捨て、翌16日に城外へ打って出て六角の旗本を切り崩し、野洲河原で三雲・高野瀬・水原の六角勢を討ち取ったという。ここでは、これより勝家を俗に「ツボワリ柴田」、「鬼柴田」と呼ぶようになったとする。
この話は次第に尾ひれがつき、『常山紀談』では、六角側が水源を絶った後、平井甚助が和平の使者に立って城内に入った。対面の後手水を請うと、勝家は缸（かめ）に水を入れて小姓二人で担いで来させ、甚助が手洗いを済ませると、残った水を庭に捨てさせた。甚助が帰って城内には水が豊富だと報告し、六角側は困惑。勝家は最後の宴をして水を皆に飲ませると、缸を眉尖刀（なぎなた）の石突で砕き、夜明けに六角側を急襲して大敗させ、800余の首を上げた。信長は勝家に感状を与え、これより勝家を世に「缸砕り（かめわり）柴田」と称したとなっている。

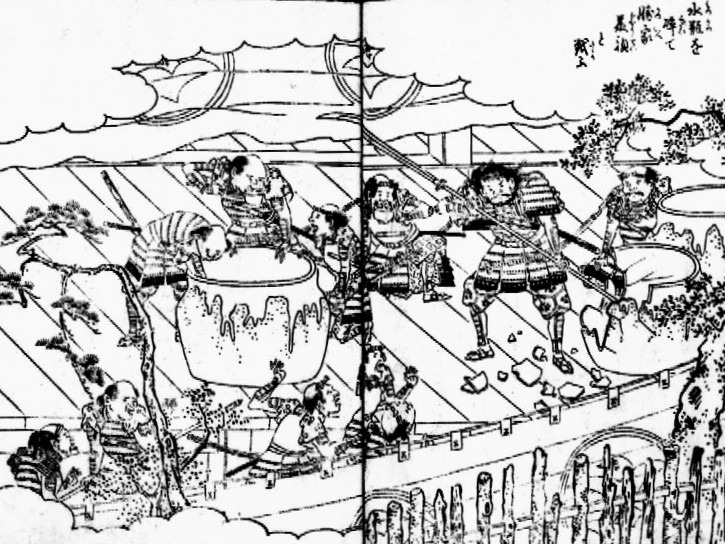
「絵本太閤記」の瓶割り柴田

『絵本太閤記』になると、元亀元年5月21日（1570年6月24日）に六角軍は兵800余人の籠城した長光寺城を攻撃するが落ちず、六角側に多数の死者がでた。義賢は家老三雲新左衛門と図り、城中への水源を止めた。義賢は平井甚助を使者とし勝家に士卒の助命を条件に降伏勧告を行うが、勝家はこれを拒絶した。甚助が部屋を出ると、多数の兵が庭で沐浴していた。甚助は帰って城中には水が充分にあると報告した。一方、勝家は残った水瓶三つを庭に置き、これから討ち死にしようと思うが、老父母や幼子のいる者は城を出て落ち延びよと言うと、誰も逃げる者はいなかった。勝家は皆に思う存分水を飲ませると、もはや蓄えは無用と長刀の石突きで瓶を砕いた。6月3日早朝、勝家は敵が油断しているところへ打って出て、300余人を討ち取り、義賢は石部城へ落ち延びた。信長は勝家を称えて手ずから感状を与え、これより世人は勝家を「瓶割り柴田」と呼んだとする。
ここでは佐久間信盛は登場せず、代わりに木下秀吉が手柄をたてている。長浜城にいて長光寺城の窮状を聞いた秀吉は、勝家なら簡単には落城しないだろうと踏み、この間に義賢が留守の鯰江城を攻め取れば、長光寺城の囲みも解け一挙両得と考える。秀吉は加藤清正と福島正則に兵1,000を預けて出陣させ、計略を用いて鯰江城を乗っ取る。しかし、このころの清正や正則はまだ子供のはずであり、秀吉が長浜城主になるのは天正元年（1573年）、鯰江城落城もその年で、実際には佐久間盛政・蒲生賢秀・丹羽長秀・柴田勝家によってであるから、この話はまったくの創作に過ぎない。